# Van Hansis
Van Hansis, all'anagrafe Evan Vanfossen Hansis (North Adams, 25 settembre 1981) è un attore statunitense.
Noto principalmente per il ruolo di Luke Snyder in Così gira il mondo e di Lucas Jones in General Hospital.

## Biografia e Vita privata
Ha studiato alla Università Carnegie Mellon. È dichiaratamente gay e impegnato in una relazione con l'attore e ballerino Tyler Hanes dal 2007.

## Carriera
Hansis è noto soprattutto per aver interpretato Luke Snyder nella soap opera Così gira il mondo dal 2005 al 2010. Per la sua performance è stato candidato a tre Daytime Emmy Awards (2007, 2008, 2009), a cui è seguita una quarta candidatura nel 2016 per EastSiders. Nel 2024 entra nel cast della soap opera General Hospital nel ruolo di Lucas Jones.

## Filmografia

### Cinema
- Occupant, regia di Henry S. Miller (2011)
- Devil May Call, regia di Jason Cuadrado (2013)
- Kiss Me, Kill Me, regia di Casper Andreas (2015)

### Televisione
- Così gira il mondo - soap opera, 434 episodi (2005-2010)
- Psych - serie TV, 1 episodio (2011)
- Nikita - serie TV, 1 episodio (2011)
- The Mentalist - serie TV, 1 episodio (2012)
- EastSiders - serie TV, 23 episodi (2012-2017)
- The Deuce - La via del porno - serie TV, 1 episodio (2017)
- General Hospital - soap opera (2024-in corso)

## Doppiatori italiani
Nelle versioni in italiano delle opere in cui ha recitato, Van Hansis è stato doppiato da:
- Andrea Mete in Psych
- Daniele Giuliani in The Mentalist